# 塞塔拉
塞塔拉（義大利語：Settala），是意大利米兰省的一个市镇。总面积17.5平方公里，人口7370人，人口密度421.1人/平方公里（2009年）。国家统计（ISTAT）代码为015210。